# Jonas Bjurström
Jonas Bjurström (født 24. marts 1979) er en svensk fodboldspiller, som spiller i FC Trollhättan. Han spillede i Esbjerg fB i første halvdel af 2007.
Bjurström, som er central midtbanespiller, har spillet 9 kampe for det svenske U21/landshold.

Klubber
- -1997: Alingsås IF
- 1998-2002: IFK Norrköping (76 kampe, 5 mål)
- 2003-2004: Västra Frölunda IF
- 2005-2006: Trelleborgs FF (52 kampe, 8 mål)
- 2007-2007: Esbjerg fB (10 kampe, 0 mål)
- 2007-20??: Trelleborgs FF

## Links
- Jonas Bjurströms spillerprofil hos Sveriges fodboldforbund (svensk)
- Jonas Bjurströms profil hos FootballDatabase.eu (engelsk)
- Jonas Bjurströms spillerprofil på Soccerway (engelsk)